# John Clerc
John Clerc (né le 27 janvier 1857 à Môtiers, décédé le 8 octobre 1898 à Neuchâtel) était un instituteur, homme politique et écrivain suisse.

## Biographie
John Clerc est né le 27 janvier 1857 à Môtiers, fils d'Antoine François, mécanicien, et d'Adèle Louise Henninger. Il est d'abord précepteur en Allemagne, puis enseigne à Saint-Imier, dans le canton de Berne, puis à Neuchâtel,. Membre du Parti radical-démocratique, il siège au Grand Conseil neuchâtelois, représentant le district du Locle. En 1886, il succède à Albert-Louis Roulet au Conseil d'État et y siège jusqu'à sa mort en 1898. Il y est responsable du Département de l'instruction publique et des cultes et fait notamment adopter une loi sur l'enseignement primaire en 1889. Il réorganise également l'enseignement supérieur, préside à la création d'un Musée scolaire et à la fondation d'une Société académique. Il préside le Conseil d'État en 1890 et en 1896. En 1893, il est envoyé à Chicago par le Conseil fédéral comme délégué à l'Exposition universelle,. Il est président de la Société neuchâteloise d'utilité publique.

## Œuvres
- Marguerite: nouvelle historique, Paris: Sandoz et Fischbacher, 1876.
- Alexis-Marie Piaget d'après sa correspondance et la République neuchâteloise de 1848 à 1858 : histoire documentaire complète jusqu'au Traité de Paris et à la promulgation de la seconde Constitution neuchâteloise, co-écrit avec Aimé Humbert, Neuchâtel: Attinger, 1895.
- L'école populaire suisse : son rôle actuel au point de vue hygiénique, moral, économique et social, Lausanne: F. Payot, 1896.